# Mussol emigrant

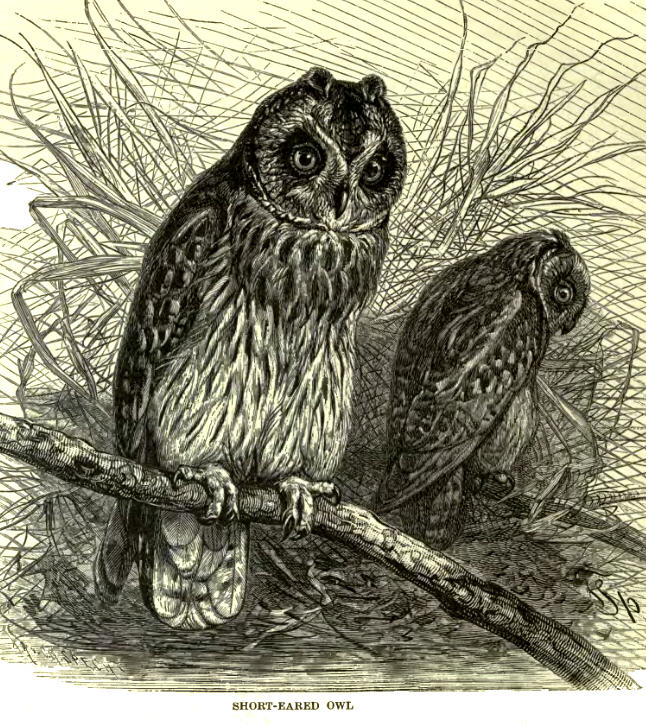
Il·lustració de l'any 1895

El mussol emigrant o mussol marí i òliba d'aigua a les Balears (Asio flammeus) és una espècie d'ocell de la família dels estrígids (Strigidae).
 Es troba en camps oberts, aiguamolls i herbassars Europa, Àsia, Amèrica del Nord i del Sud. El seu estat de conservació es considera de risc mínim.
És el rapinyaire nocturn més característic, bé que poc abundant, de les zones humides dels Països Catalans.

## Morfologia
- És un ocell de prop de 38 cm, de cos terrós clar densament vionat.
- Els ulls tenen l'iris groc i posseeix un disc facial definit i dues plomes mòbils sobre la part superior del cap que no són gaire visibles.
- Sota les ales, llargues i arrodonides, destaquen unes taques negres.
- Les orelletes són poc evidents.

## Subespècies
- Asio flammeus bogotensis (Chapman, 1915).[6]
- Asio flammeus domingensis (Statius Muller, 1776).[7]
- Asio flammeus flammeus (Pontoppidan, 1763).[8]
- Asio flammeus galapagoensis (Gould, 1837).[9]
- Asio flammeus pallidicaudus (Friedmann, 1949).[10]
- Asio flammeus ponapensis (Mayr, 1933).[11]
- Asio flammeus portoricensis (Ridgway, 1882).[12]
- Asio flammeus sandwichensis (A. Bloxam, 1827).[13]
- Asio flammeus sanfordi (Bangs, 1919).[14]
- Asio flammeus suinda (Vieillot, 1817).[15][16]

## Reproducció
Pon entre 1-11 ous per temporada, els quals es desclouen al cap de 21-37 dies. Assoleix la maduresa sexual, tant el mascle com la femella, en arribar a l'any d'edat. Els exemplars dels Països Catalans, normalment, crien al nord d'Europa i a Islàndia, tot i que, excepcionalment, també ho fan a Mallorca i el Delta de l'Ebre (en aquest darrer lloc, el niu estava situat en un dens canyissar, a terra i construït amb una mica de matèria vegetal).

## Alimentació
S'alimenta de talps, petits ocells i insectes.

## Depredadors
És depredat per Accipiter gentilis, Falco peregrinus, Falco rusticolus, Buteo jamaicensis, Bubo virginianus, Nyctea scandiaca, Haliaeetus leucocephalus, Circus cyaneus, Corvus corax i Larus argentatus.

## Hàbitat
Pot observar-se en ambients marins o de maresma, sobretot a les jonqueres i als canyars.

## Distribució geogràfica
Es troba a tots els continents, llevat d'Austràlia i l'Antàrtida.

## Costums
És un migrador i hivernant regular a la zona del Delta de l'Ebre i escàs i irregular als altres indrets.
Vola feixugament a baixa altura i sovint s'atura a terra. Hom el pot observar amb una relativa freqüència volant de dia.
Ocell típicament migrador, es pot observar amb més facilitat durant les èpoques de pas, sobretot per l'abril i per novembre-desembre.